# 鈴木実 (作家)
鈴木 実（すずき みのる、1932年7月16日 - ）は、日本の児童文学作家、教育者。山形童話の会代表、羽陽学園短期大学非常勤講師。

## 来歴・人物
山形県山形市出身。山形二中（現・山形県立山形南高等学校）の文芸部では芳賀秀次郎から教えを受ける。
早稲田大学第一政治経済学部および山形大学教育学部卒業。早大在学中に早大童話会に参加。古田足日らと交流を持つようになり、1953年に古田とともに県内文学界の中心で活動していた須藤克三を訪ね、地域の児童文学を盛んにするために山形童話の会を創立。同士とともに、「もんぺの子」を創刊した。「もんぺの子」は戦前、山形で綴り方教育を普及させた国分一太郎が学級文集として出していた「もんぺ」「もんぺの弟」にちなんだもの。
1954年には古田が創立した「小さい仲間」にも参加。その後は、鶴岡、山形、天童の小中学校教諭を務めながら、創作活動を行う。
全国で唯一「砲弾下の村」となった大高根演習場（村山市）周辺で暮らす子どもたちの生活を生々しく描いた共同創作『山が泣いてる』で第1回日本児童文学者協会賞を受賞したほか、ワッパ騒動をテーマにした1973年の青少年読書感想文全国コンクール課題図書となった『オイノコは夜明けにほえる』などが著書にある。

## 著書
- 『山が泣いてる』（植松要作らとの共同創作、理論社） 1961年
- 『オイノコは夜明けにほえる』（童心社） 1972年、のちフォア文庫
- 『地しばりの歌』（偕成社） 1974年
- 『ふるさともとめて花いちもんめ』（新日本出版社） 1976年
- 『北のいねのものがたり』（新日本出版社） 1981年

ほか